# Invaze Izraele do Pásma Gazy (2023)
Invaze Izraele do Pásma Gazy byla zahájena večer 27. října 2023 vstupem Izraelských pozemních sil do Pásma Gazy s deklarovaným cílem zničit a svrhnout Hamás. Je součástí války v Pásmu Gazy.
Před zahájením invaze byly útoky na Pásmo Gazy prováděny izraelským letectvem a námořnictvem.

## Pozadí
Ráno 7. října 2023 zahájili bojovníci Hamásu kombinované raketové ostřelování izraelského území a pozemní útok proti vojenským a civilním cílům v Izraeli. V reakci na útok deklaroval Izrael Hamásu válku, vyhlásil mobilizaci 300 000 rezervistů a začal přesouvat vojáky do blízkosti hranic s Pásmem Gazy.
Před začátkem invaze vyzval Izrael všechny lidi žijící severně od Vádí Gaza, aby se evakuovali na jih. Podle OSN dala izraelská armáda na evakuaci 24hodinovou lhůtu, zatímco mluvčí izraelské armády lhůtu neupřesnil. V reakci na izraelskou výzvu Hamás uvedl, aby občané zůstali ve svých domovech. Některé humanitární organizace uvedly, že doba na evakuaci byla příliš krátká, a že nebylo možno informovat občany Pásma Gazy elektronicky kvůli nedostatku elektřiny. Mimo jiné shazoval Izrael letáky s příkazem k evakuaci. V letácích shozených 21. října stálo: „Naléhavé varování! Obyvatelům Gazy: Vaše přítomnost na sever od Vádí Gaza ohrožuje vaše životy. Každý, kdo se rozhodne zůstat na severu Pásma Gazy, může být považován za příslušníka teroristické organizace“.

## Průběh

### 27. říjen
V noci napadly Izraelské obranné síly (IOS) více než 250 cílů Hamásu a zabily velitele západního praporu Chán Júnis Midhata Mabašíra. Nočních bojů se mimo jiné zúčastnila 36. divize, která zaútočila na cíle Hamásu ve čtvrti Šudžá'ja v Gaze, a elitní jednotka námořnictva Šajetet 13, která při odstřelování jihu Pásma Gazy zničila infrastrukturu námořnictva Hamásu.
Na tiskové konferenci oznámil mluvčí Izraelských obranných sil Dani'el Hagari, že Hamás dle zpravodajských služeb umístil sídlo nejvyšších představitelů organizace pod nemocnici aš-Šifá v Gaze s cílem zamezit útokům.
Během večera provedly IOS dělostřeleckou palbu na pozice Hamásu na jihu a severu Pásma Gazy. Mimo jiné byly do pásma poslány tanky a buldozery. Podle Palestinců operovaly v oblasti poblíž města Bajt Hánún a východně od uprchlického tábora Burajdž.
Pěchota, obrněné a ženijní jednotky v doprovodu bezpilotních letounů a vrtulníků zaútočily na odpaliště protitankových raket.